# OK Tent
OK TENT (serbiska Odbojkaški klub TENT) är en klubb från Obrenovac, Serbien. Klubben bildades 1981 av elproduktionsbolaget Termoelektrane Nikola Tesla. Efter att tidigare ha spelat i de lägre ligorna kvalificerade sig damlaget 2004-2005 för spel i superligan (högsta serien). Samma år som de debuterade i högsta ligan lades herrlaget ner.. Klubben blev serbiska mästare för första gången 2019-2020.